# リュウガン
リュウガン（ロンガンとも、竜眼、龍眼）はムクロジ科リュウガン属の常緑小高木またはその果実。

## 名称
果実を割ったときに中にある大きな黒褐色の種子とそのまわりの半透明な白い部分の様子を、中国で伝説の神獣である龍の眼に見立てて「龍眼」と名付け、これを日本語では音読みしてリュウガンと読まれる。
広東語ではlùhng-ngáahnと発音し、ここから西洋ではlongan（英語等）などと呼ばれ、日本語でもロンガンという呼称もある。
普通話ではlóngyǎn（ロンイエン）。ほかに、閩南語では「リンギン」（白話字 (POJ) Lêng-géng 、注音: ㄌㄨㄥˊ ㄧㄢˇ）などと読まれる。タイ語ではลำไย（ラムヤイ）、ベトナム語ではNhãn（ニャン）。
- 果実の中身。中国ではこれを龍の眼に見立てて、名付けたとされる。

## 分布・生育地
中国南部やインドが原産といわれる。果樹として主に東南アジア地域で広く栽培されている。果実の主な生産地は福建省など中国南部、台湾 （特に南投県と嘉義県が一番有名）、タイ、ラオス、インドネシア、ベトナム。日本では鹿児島県の大隅半島や、沖縄などの一部地域に分布する。『大和本草』（1708年）には、「薩摩に茘枝（れいし）竜眼の木もとより山にありと云う」の記述があり、18世紀には日本で栽培されていたことがうかがえる。
リュウガンは台湾や、中国の比較的暖かい上海などの地域で街路樹として植えられている。そのような場所では道路に四散した果実が異臭を放つ様子もみられ、日本人にはイチョウを彷彿とさせる光景である。

## 植物学上の特徴
常緑広葉樹の小高木で、樹木は5 - 10メートル (m) 、高いもので15 mほど生長する。葉は革質で、小葉の長さが10 - 46センチメートル (cm) ある。
花期は春から初夏（5月ころ）で、葉腋から花茎を伸ばして、芳香がある径6ミリメートル (mm) ほどの黄白色の小さな花を円錐状に咲かせる。
果実期は秋で、直径2 - 2.5センチメートル (cm) ほどの丸く茶褐色の果実をブドウの房のように一度に多く実らせる。果肉（仮種皮）はブドウに似た白く半透明な果汁の多いゼリー状で、中央に大きな黒褐色の種子がある。白色透明の果肉は、甘味があり生でも食べることが出来る。果実は同じムクロジ科のレイシ（ライチ）に似ているが、暗褐色で表面に凸凹があるレイシと比べ、リュウガンの実の表面に凸凹がなく、淡褐色である。独特な香りと味があり好みが分かれる。
- リュウガンの苗
- リュウガンの木
- 成長中の果実
- 枝に実った果実
- リュウガンの果実

## 利用
果実は生食だけでなく、乾燥したものを「龍眼肉」と称して食用や薬用に広く利用される。中国料理では乾燥させたものを佛跳牆などのスープなどに使用する。漢方ではこの果肉を乾燥したものを利用する。ジュース、缶詰、アイスクリームの材料としても利用される。台湾や沖縄での収穫期は7 - 8月。
果実は可食でき、大風で大木から落ちた果実は生食している。生食はブドウの果実のようで、酸味もありおいしく食べることできる。また、マーケットで缶詰も入手は可能である。滋養強壮にもよく、食後のデザートにも適している。
リュウガンの果実は、干しぶどうのように乾燥させたものがあり、味も干しぶどうに似ていて、特有の燻製臭がある。

### 生薬
漢方では補血、滋養強壮に役立つ薬と考えられていて、漢方薬として果肉を乾燥させたものを竜眼肉（りゅうがんにく）、桂円肉（けいえんにく）と呼ぶ。心と体を補い補血、滋養強壮の効果が有るとされる。疲労、不眠、貧血、病後、産後の肥立ち、また胃腸に効くとされる。
仮種皮にはブドウ糖、蔗糖、酒石酸、脂肪、デキストリン、アデニン、コリンなどを含んでいる。酒石酸は鉄分の吸収を促進させる作用、コリンは副交感を軽く刺激して、胃腸などの内臓器官の活動を活発にさせる作用が知られている。